# Cyphostemma oleraceum
Cyphostemma oleraceum är en vinväxtart som först beskrevs av Harry Bolus, och fick sitt nu gällande namn av J. van der Merwe. Cyphostemma oleraceum ingår i släktet Cyphostemma och familjen vinväxter. Inga underarter finns listade i Catalogue of Life.